# Dongfeng Mengshi
 

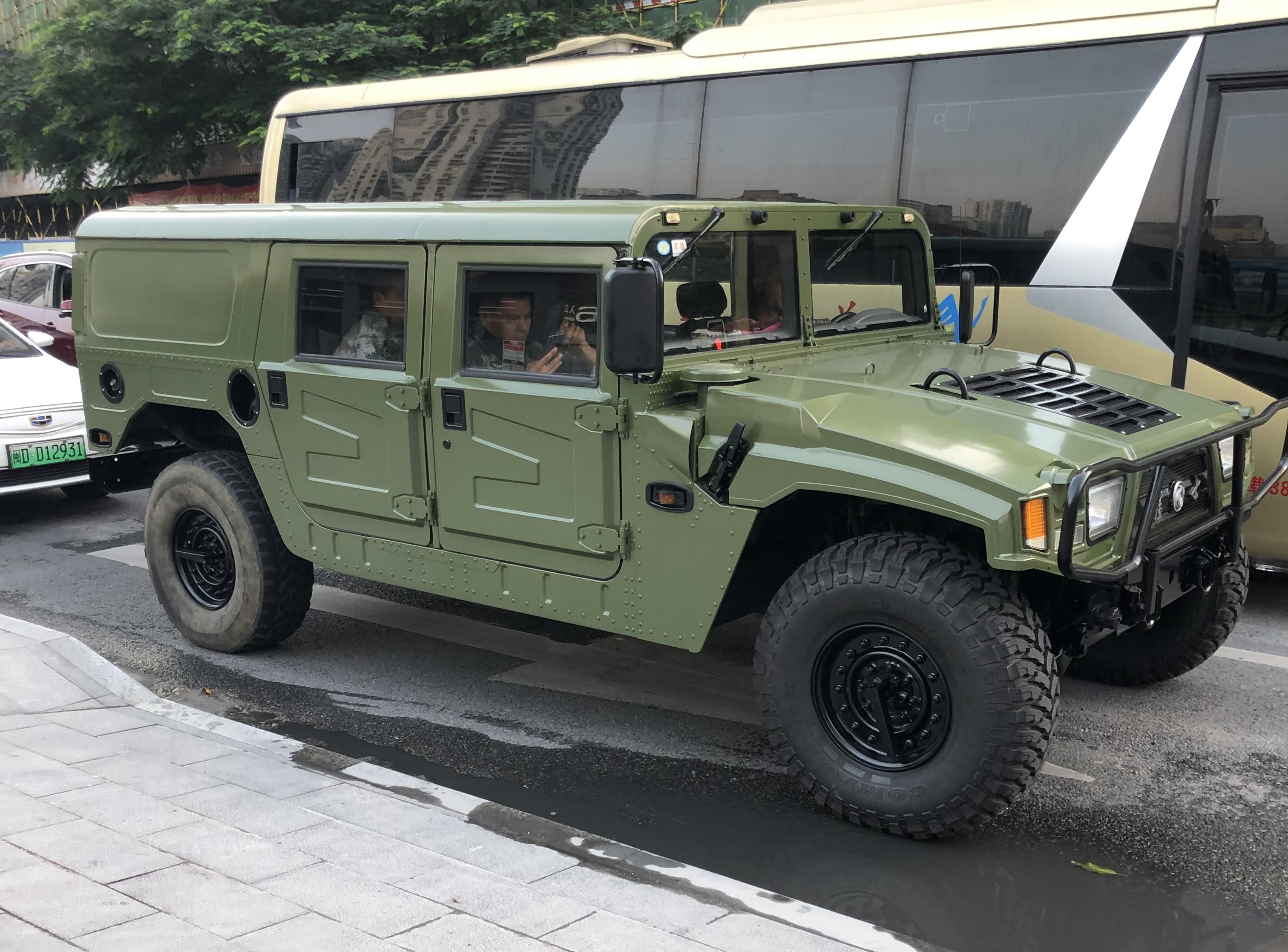
Dongfeng Mengshi EQ2050 (avant)

Dongfeng Mengshi était à l'origine une famille de véhicules 4×4 MRAP / tout-terrain développés par Dongfeng Motor Group. Les premières générations du véhicule sont construites avec un châssis importé de Hummer H1, tandis que les générations ultérieures de véhicules sont de conception locale. Dongfeng Mengshi suit généralement la tendance des exigences militaires américaines. Par exemple, le CSK-141 est l'équivalent chinois d'un Humvee renforcé et blindé, tandis que le CSK-181 est l'équivalent chinois du Joint Light Tactical Vehicle.
Le nom Mengshi a ensuite été introduit en tant que marque indépendante axée sur les SUV électriques hautes performances et robustes, inspirée par l'introduction du GMC Hummer EV, son premier produit étant le Mengshi 917, également connu sous le nom de prototype M-Terrain. Alors que les véhicules électriques Mengshi sont introduits sous la nouvelle marque Mengshi, Dongfeng continue de lancer des véhicules de la série Mengshi propulsés par un moteur à combustion interne sous la marque Dongfeng, comme le MS600 introduit à peu près à la même période.

## EQ2050

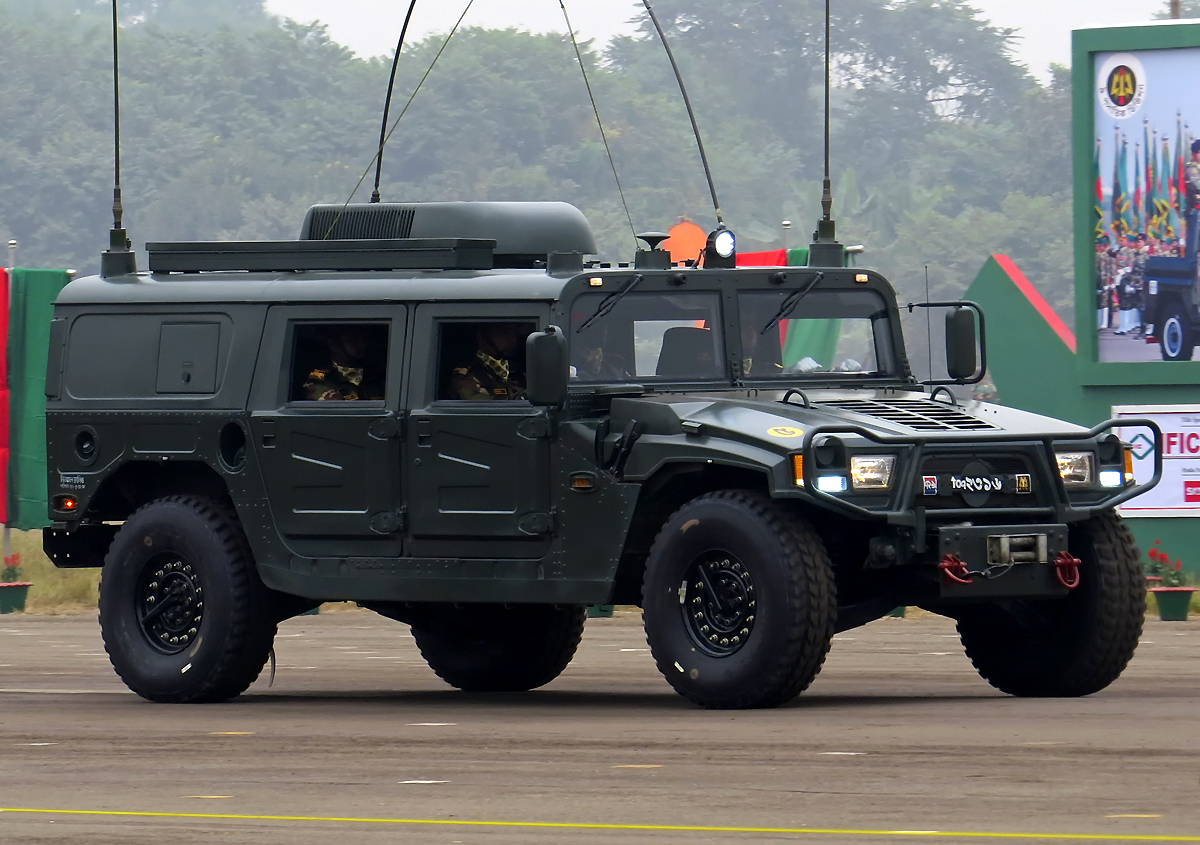
DongFeng EQ2050 de l'armée bangladaise

Le Dongfeng EQ2050 est un véhicule blindé de fabrication chinoise basé sur le Humvee, fabriqué pour un usage gouvernemental par le Dongfeng Motor Group . Il est connu qu'il a été vendu par la société pour 700 000 Yuan (90 500 € en 2024). Le véhicule a été créé après que les responsables de l'Armée populaire de libération (APL) aient vu le Humvee déployé pendant la guerre du Golfe. Bien qu’il soit utilisé dans l’APL, il a également été exporté vers des pays amis à des fins militaires. L'EQ2050 est en grande partie remplacé dans son rôle par la nouvelle classe de véhicules Dongfeng Mengshi.

## CSK-131

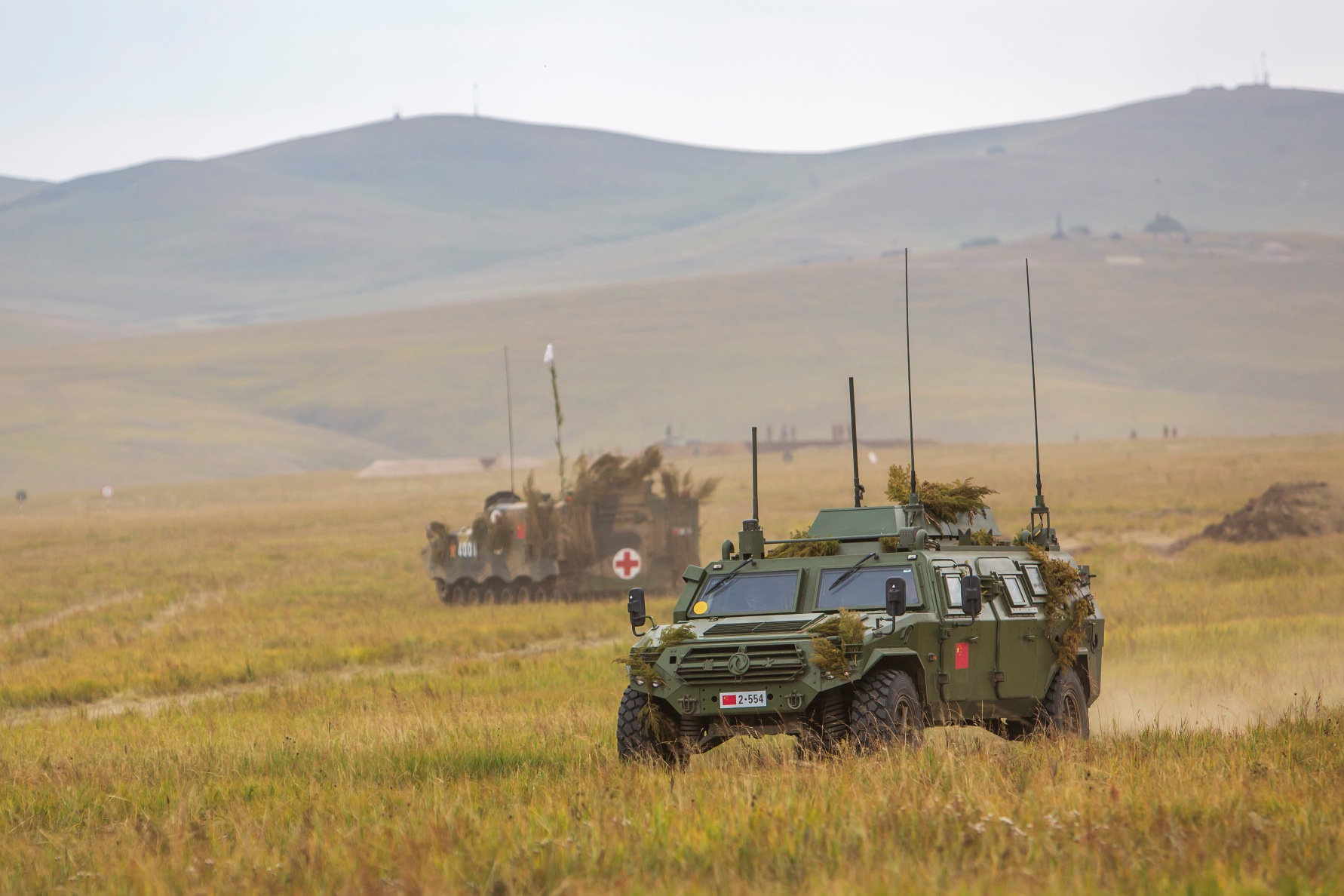
CSK-131 Mengshi (avant)

Dongfeng CSK131 est un véhicule blindé léger développé par Dongfeng Corporation. Le châssis a été entièrement repensé à partir de l'EQ2060 avec un nouveau moteur et une nouvelle suite électronique, notamment des ordinateurs de bord avec logiciel de carte numérique et système de communication et de positionnement par satellite Beidou, une caméra de vision nocturne pour le conducteur et une pour la porte arrière. Il s'agit de l'un des deux principaux véhicules blindés légers actuellement déployés par l'APL. Tous les CSK-131 sont équipés d'une tourelle à commande manuelle.
Dimensions et poids
- Masse maximale : 6 300 kg
- Masse à vide : 3 700 kg
- Capacité de charge utile : 1 400 kg
- Capacité de remorquage : 2 000 kg
- Longueur : 5,1 m
- Largeur : 2,4 m
- Hauteur : 2 m

### Variantes
Poste de commandement CSK-131
Véhicule de poste de commandement avec suite de communication renforcé à bord.
Véhicule blindé de reconnaissance CSK-131
Les armements comprennent un fusil mitrailleur de 12,7 mm et lance-grenades automatique de 35 mm sur une station téléopéré. La variante dispose d'une liaison de données, d'une surveillance tous temps, d'un mât rétractable équipé d'un capteur électro-optique et d'un radar. Le véhicule est capable de mener des missions de reconnaissance de combat ainsi que de fournir un guidage d'appui-feu à l'artillerie.
Système de missile monté sur TL-4
Basée sur le châssis CSK-131, la variante est équipée de quatre missiles antichar TL-4 à tir et oubli.

## CSK-141 (CS/VN11)
Dongfeng CSK141 est un véhicule blindé léger développé par Dongfeng Corporation. Bien qu'il partage de nombreuses similitudes avec le CSK-131, le châssis du CSK-141 a un empattement beaucoup plus long avec une cabine d'équipage plus longue pouvant accueillir 10 fantassins. Le CSK141 partage des composants électroniques similaires avec le CSK131, tels qu'un ordinateur, une suite satellite et des caméras de vision nocturne. Ce véhicule est doté de portes à clapet inhabituelles de chaque côté, divisées en parties supérieure et inférieure. Il s'agit de l'un des deux principaux véhicules blindés légers actuellement déployés par l'APL. Tous les CSK-141 sont équipés d'une tourelle téléopéré qui peut être équipée de fusils mitrailleur, de missiles antichar et de lance-grenades. Les variantes Dongfeng EQ2101 présentent une configuration 6x6, la version d'exportation est nommée CS/VN11. Lancé pour la première fois en 2016, le CS/VN11 est doté de portes latérales conventionnelles au lieu de portes latérales de type clapet.
Dimensions et poids
- Masse maximale : 6 300 kg
- Masse à vide : 4 000 kg
- Capacité de charge utile : 1 200 kg
- Capacité de remorquage : 2 000 kg
- Longueur : 5,8 m
- Largeur : 2,4 m
- Hauteur : 2 m

## EQ2111
L'EQ2111 est le prototype du véhicule tactique léger MRAP de nouvelle génération.
Dimensions et poids
- Masse à vide : 8 500 kg
- Capacité de charge utile : 2 200 kg
- Longueur : 5,950 m
- Largeur : 2,485 m
- Hauteur : 2,430 m

## CSK-182
Le CSK-182 est la version plus courte du CSK-181 avec six sièges dont un conducteur et un opérateur de poste d'armes. Il est basé sur EQ2111.

## CSK-181
CSK-181 est la nouvelle génération de véhicule tactique léger développé par Dongfeng pour PLA. Le CSK-181 est basé sur le CSK-141 avec un conducteur, un opérateur de poste d'armement comme copilote et huit passagers. La variante a une capacité de communication par satellite améliorée, des caméras de vision nocturne à plus longue portée et, plus important encore, une capacité de protection contre les embuscades résistante aux mines avec une coque en V. Tous les CSK-181 sont équipés d'une tourelle téléopéré, sur laquelle peuvent être montées des fusils mitrailleurs, des missiles antichar et des lance-grenades. Le véhicule est en service à partir de 2020.
Dimensions et poids
- Equipage : 2 (chauffeur et opérateur du poste d'armement)
- Passagers : 8
- Masse maximale : 8 000 kg
- Masse à vide : 6 200 kg
- Capacité de charge utile : 1 800 kg
- Capacité de remorquage : 2 000 kg
- Longueur : 5,650 m
- Largeur : 2,380 m
- Hauteur sans tourelle : 2,125 m
- Vitesse maximale : 120 km/h

### Variantes

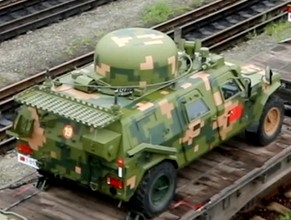
CSK-181 variante de guerre électronique

CSK-181C2 - Véhicule de commandement et de contrôle (C2) basé sur CSK-181.
CSK-181 ATGM - Porte ATGM basé sur CSK-181. Équipé de capteurs et d'un type inconnu d'ATGM. On estime que le HJ-11 ou AFT-11, un dérivé amélioré du missile HJ-8, est le missile monté sur le CSK-181.
CSK-181 EW - Variante de guerre électronique aux capacités inconnus.

## CTL181/CTL181A
CTL181 et CTL181A sont des camions légers protégés modifiés sur un châssis CSK-181.
Dimensions et poids (CTL181)
- 6x6 traction intégrale
- Masse maximale : 10 500 kg
- Masse à vide : 6 800 kg
- Capacité de charge utile : 3 650 kg
- Capacité de remorquage : 2 500 kg
- Longueur : 6,450 m
- Largeur : 2,380 m
- Hauteur : 2,125 m

### Variantes
PCL-171
Obusier de 122 mm monté sur camion 4x4 capable d'un déploiement rapide. Le châssis du véhicule est basé sur le CTL-181A,.
CTL-181A ATMC
Mortier automoteur CTL-181A
Equipé d'un motier de 120 mm montés sur véhicule avec unité de stockage de munitions,.
Lance-roquettes multiples CTL-181A
Equipé d'un lance-roquettes multiples de 122 mm et d'une unité de stockage de munitions.
Poseur de ponts CTL-181A
Il est équipé d'un pont lancé par véhicule à l'arrière,.
Essaim de drones CTL-181A
Équipé d'un système de lancement multiple capable de lancer de petits drones/ munitions rôdeuse .

## CSZ181
Le CSZ181 est la variante du véhicule de support protégé sous forme de camion fourgon.
Dimensions et poids (CSZ181)
- 6x6 traction intégrale
- Masse maximale : 10 000 kg
- Masse à vide : 7 500 kg
- Capacité de charge utile : 2 000 kg
- Capacité de remorquage : 2 500 kg
- Longueur : 6,450 m
- Largeur : 2,380 m
- Hauteur : 2,125 m

### Variantes
CSZ-181 MEDVAC
véhicule d'évacuation médicale basé sur le châssis CSZ181.
CSZ-181 EW/ESM
Plusieurs systèmes de guerre électronique et de mesures de soutien électronique basés sur le camion fourgon CSZ181. Équipé de mâts télescopiques dans le spectre VHF/UHF/SHF, pour la communication, la surveillance, la radiogoniométrie, etc.

## M50
Le Dongfeng Mengshi M50 lancé en juillet 2021 est la version civile de l'EQ2050 original. Il est disponible dans différents styles de carrosserie avec des options, notamment une configuration à cabine simple ou à cabine double, des configurations à toit bas et surélevé, des modèles à compartiment de chargement scellé et des variantes de châssis-cabine.

## MS600 (M20)
Le Dongfeng Mengshi MS600 est un camion pick-up, SUV et châssis-cabine robuste. M20 étant le nom utilisé avant le lancement officiel. Différent des précédents produits Mengshi ICE, les modèles MS600 sont disponibles au grand public. Il a été introduit en février 2023.

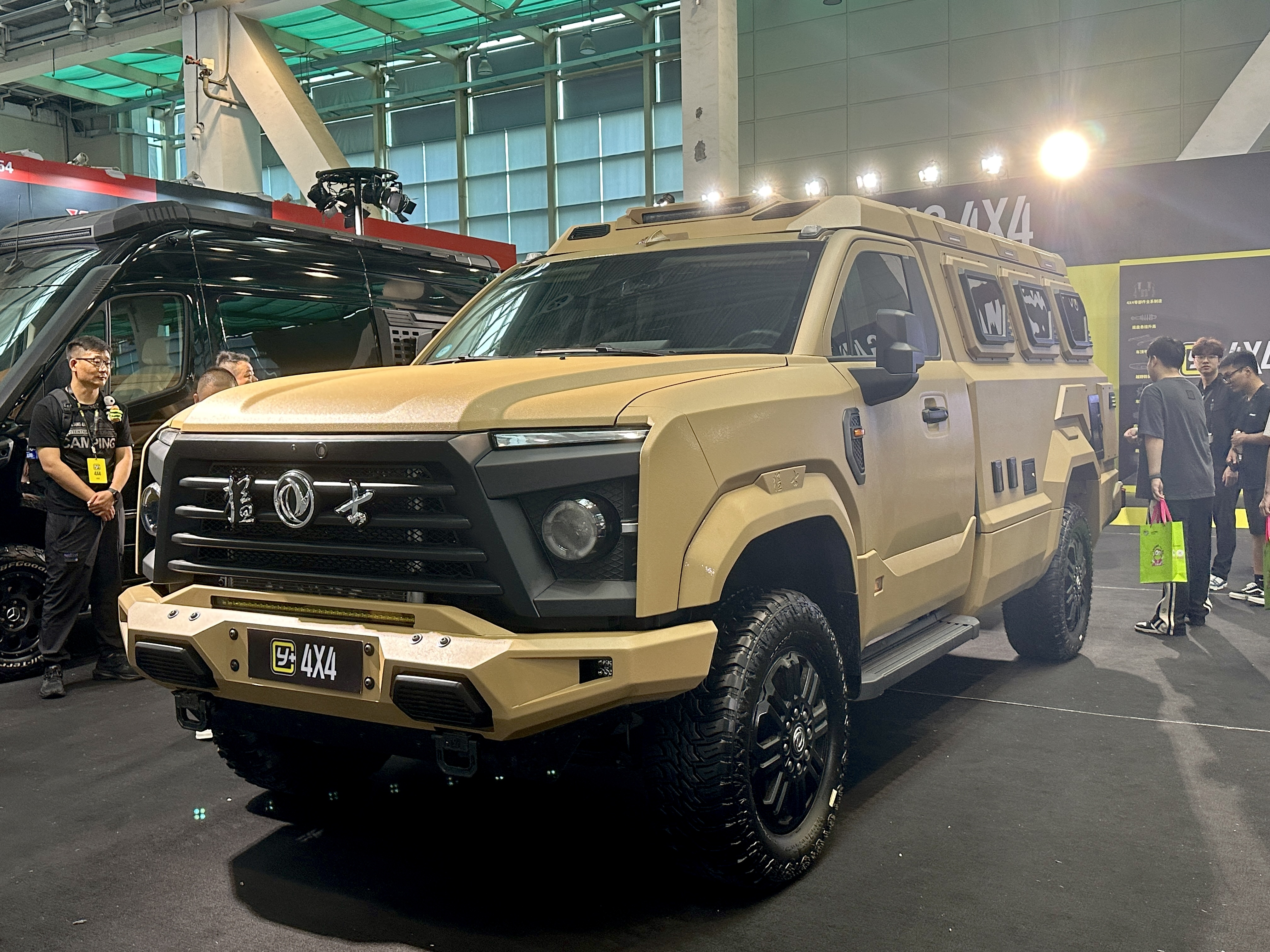
Véhicule blindé basé sur Dongfeng Mengshi MS600 (avant)
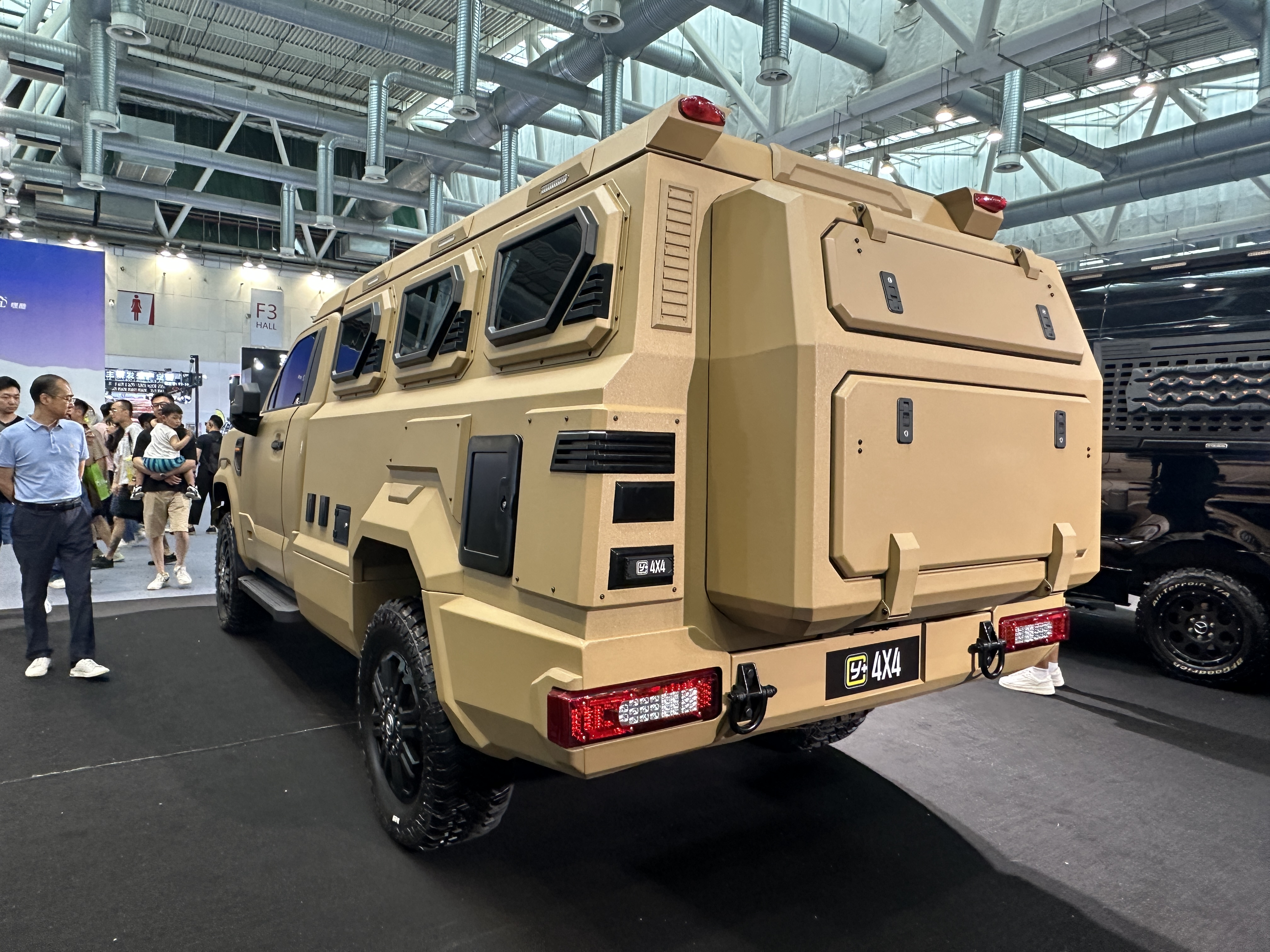
Véhicule blindé basé sur Dongfeng Mengshi MS600 (arrière)

## Mengshi 917 (M-Terrain)
Le SUV Mengshi M-Terrain EV est un prototype qui donne un aperçu du SUV électrique de production Mengshi 917. Le prototype a été présenté en août 2022 lors du lancement de la marque indépendante Mengshi, la production 917 étant dévoilée en janvier 2023.

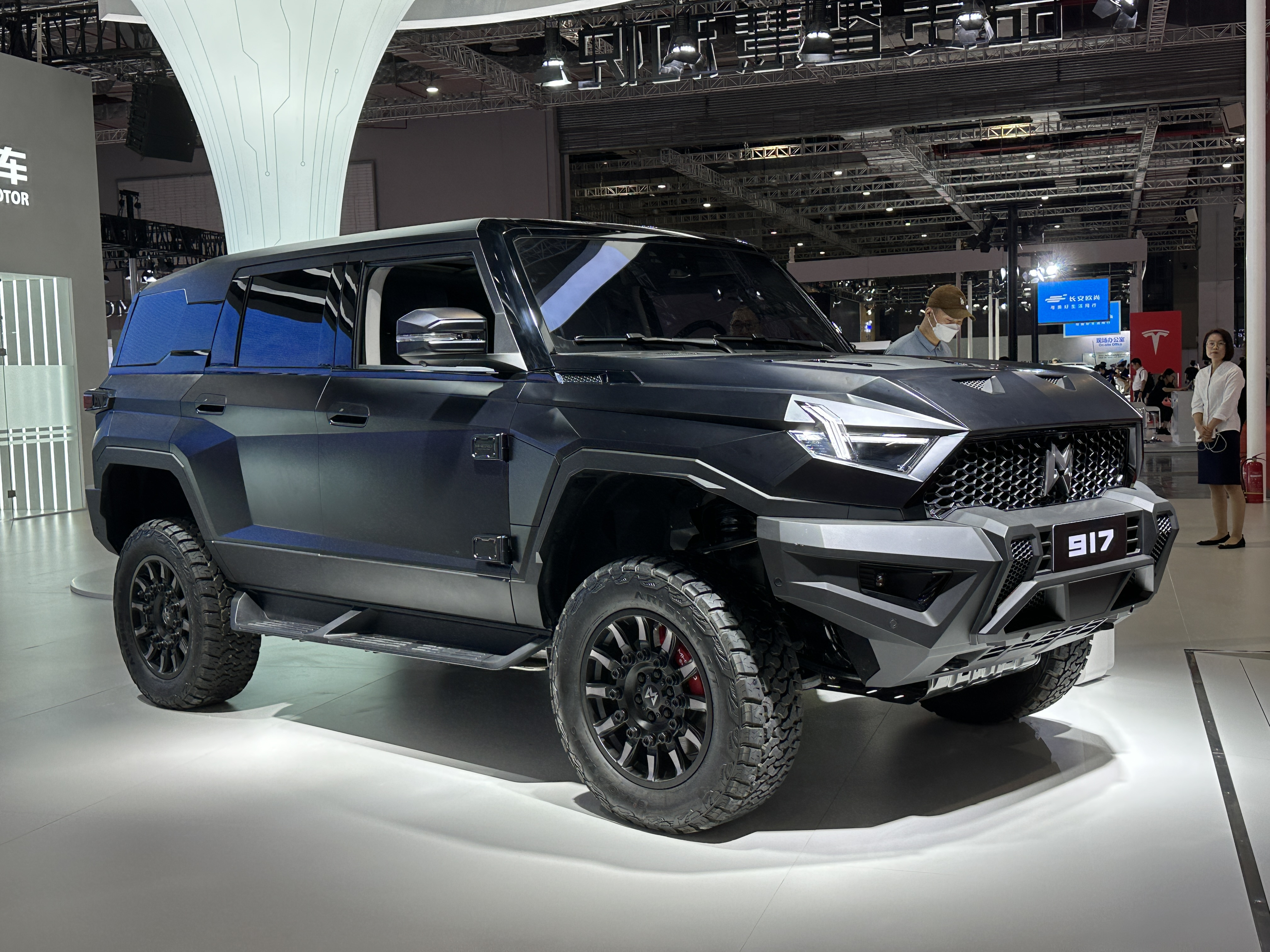
Mengshi 917 (avant)
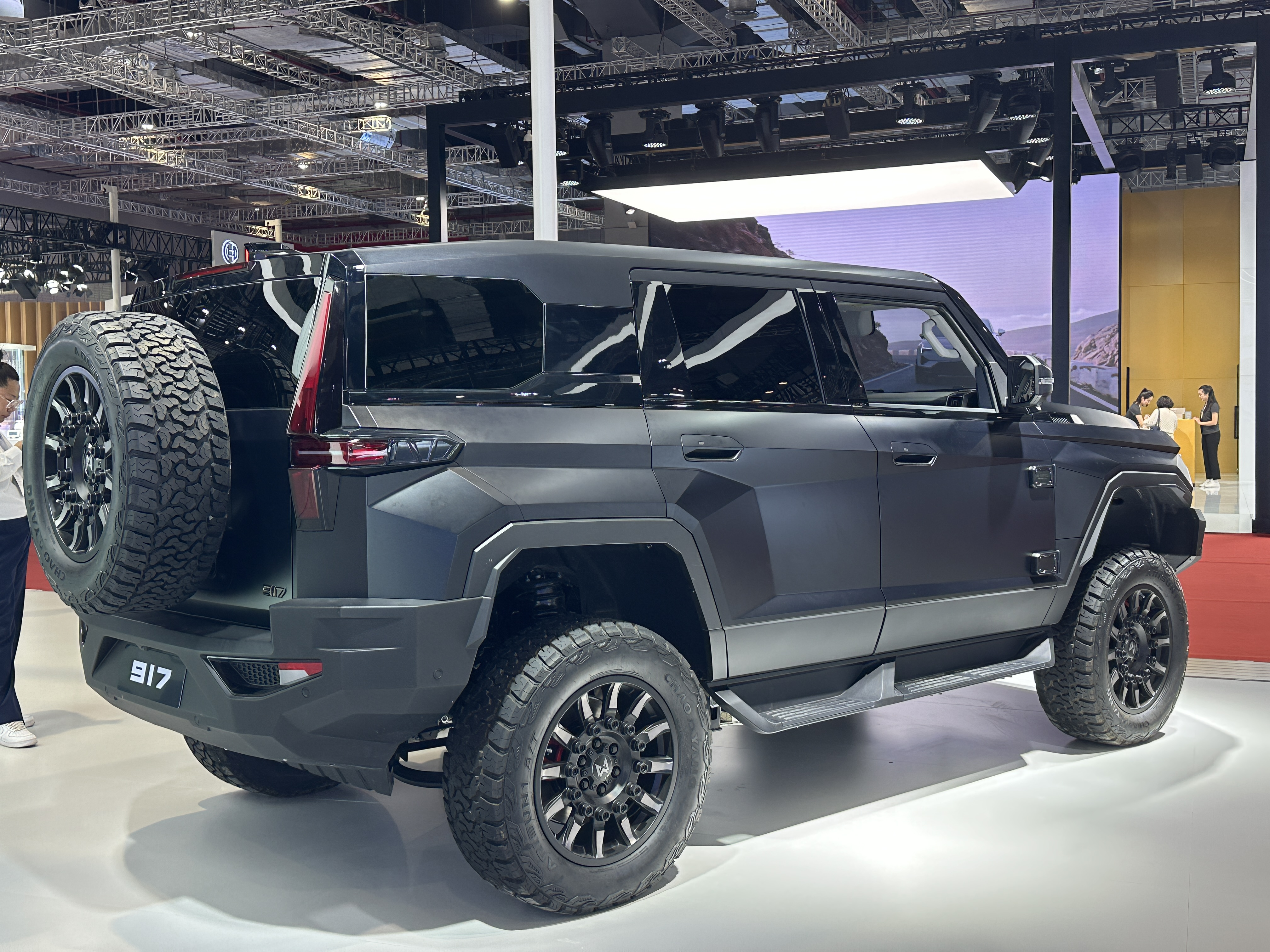
Mengshi 917 (arrière)

## Voir également
- Humvee Chinois
- MRAP
- BJ2022

Véhicules de rôles comparables
- Joint Light Tactical Vehicle
- Humvee
- Oshkosh M-ATV
- GAZ Tigr
- Typhoon-VDV K-4386
- Bushmaster Protected Mobility Vehicle
- Hawkei
- Marauder
- BOV M16 Miloš